# Timarchopsis mongolicus
Timarchopsis mongolicus is een keversoort uit de familie Coptoclavidae. De wetenschappelijke naam van de soort is voor het eerst geldig gepubliceerd in 1985 door Ponomarenko.